# Eschweiler

Eschweiler (pronunțat [eș-vai-lăr] ; numele provine din latină de la Ascvilare) este un oraș situat în landul Renania de Nord-Westfalia în Germania, la granița cu Belgia și Olanda, și la 50 de km vest de Köln.
Limba regională (recunoscută) la Eschweiler e ripuara.

## Geografie

### Localități învecinate
Începând de la nord-vest, în direcția acelor de ceasornic, orașul se învecinează cu Würselen, Alsdorf, Aldenhoven, Inden, Langerwehe, Stolberg și Aachen.

### Clima
Orașul cu regiunea din jurul său are o climă temperat-oceanică, cu ierni blânde și veri umede și răcoroase.

## Istorie
În 828 prima mențiune. În 1794 a trecut la Franța. În 1816 la Prusia. Din 1946 aparține de landul german Renania de Nord - Westfalia.

## Personalități
- Michaela Schaffrath - moderatoare și actriță germană care a jucat și roluri porno sub pseudonimul Gina Wild
- Martin Schulz, politician social-democrat (SPD), președinte al Parlamentului European (2012-2014)

## Economia
Până 1944 un centru minier pentru exploatarea cărbunelui și a minereului de fier de către compania Eschweiler Bergwerksverein (EBV). Centrală electrică.

## Puncte de atracție
Casteluri, lacul Blausteinsee, pietà de piele, carnaval.

## Galerie de imagini

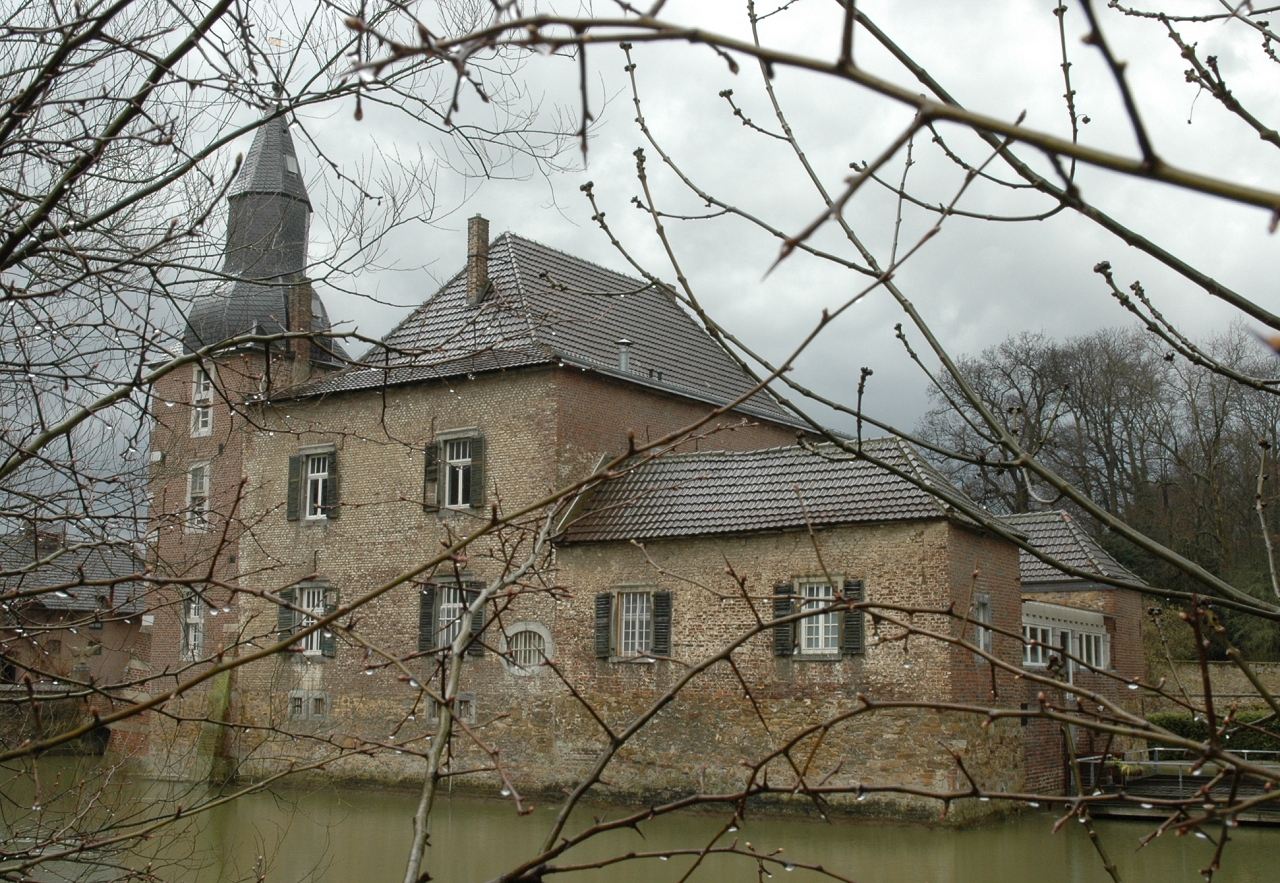
Castel Kambach
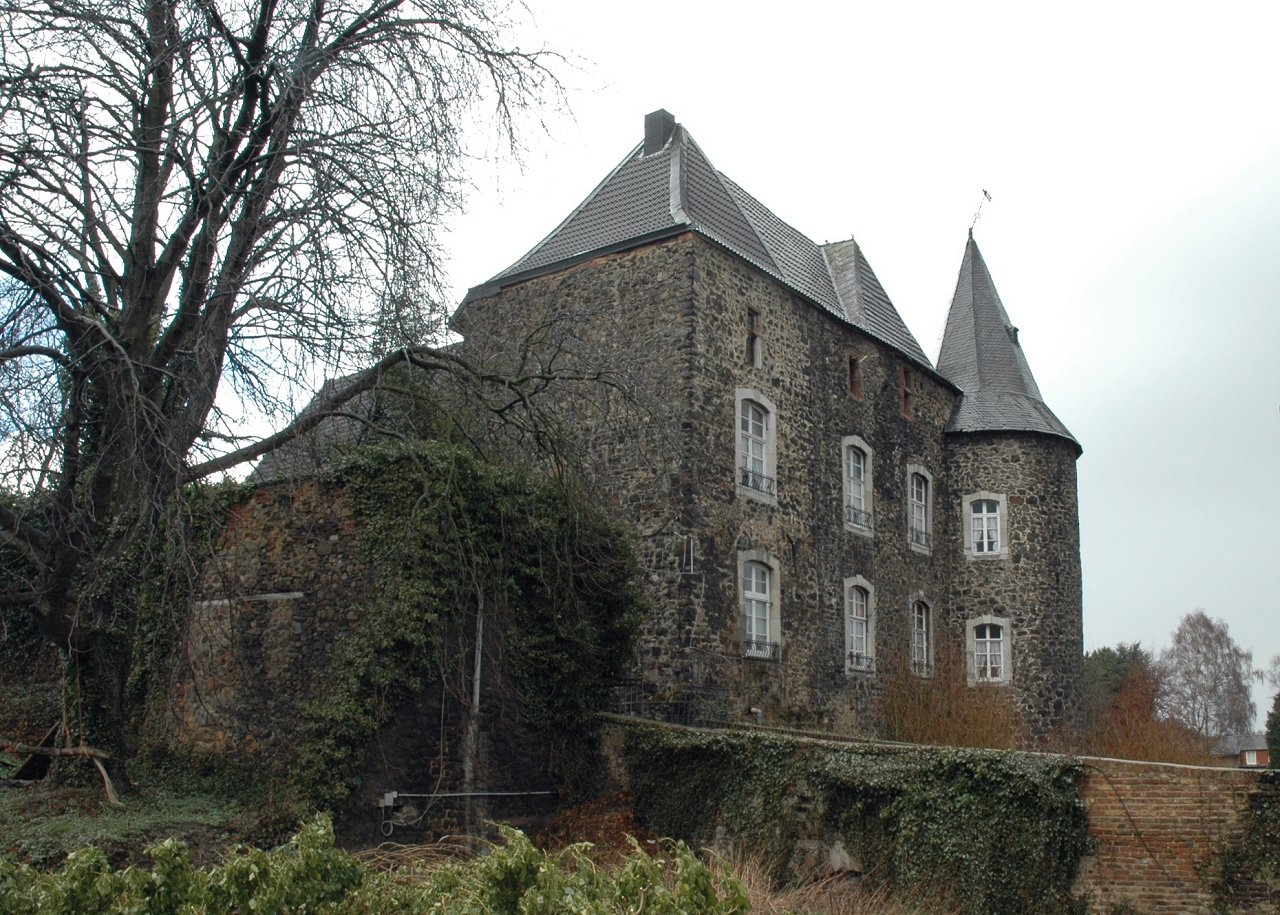
Castel Röthgen
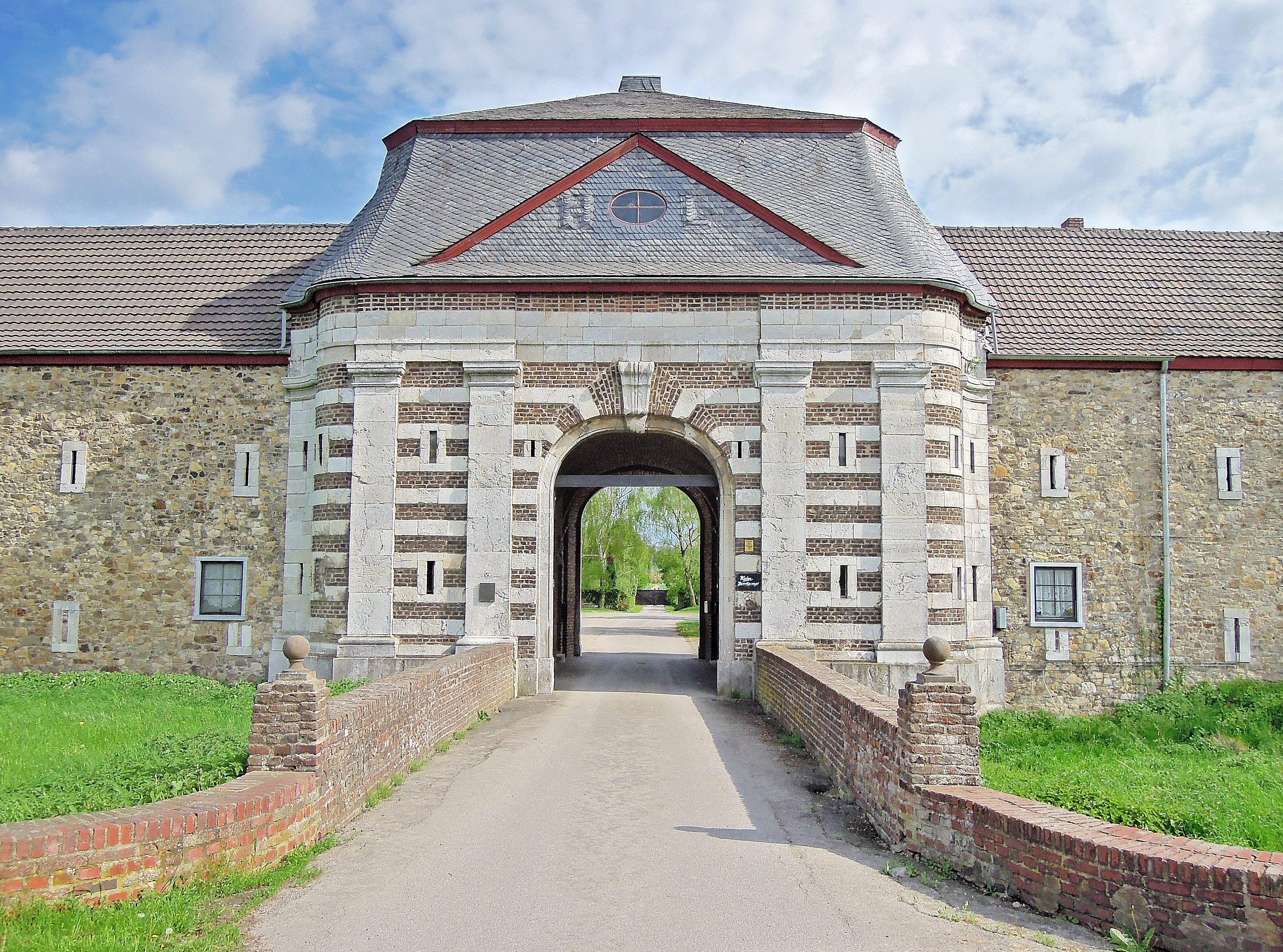
Castel Palant
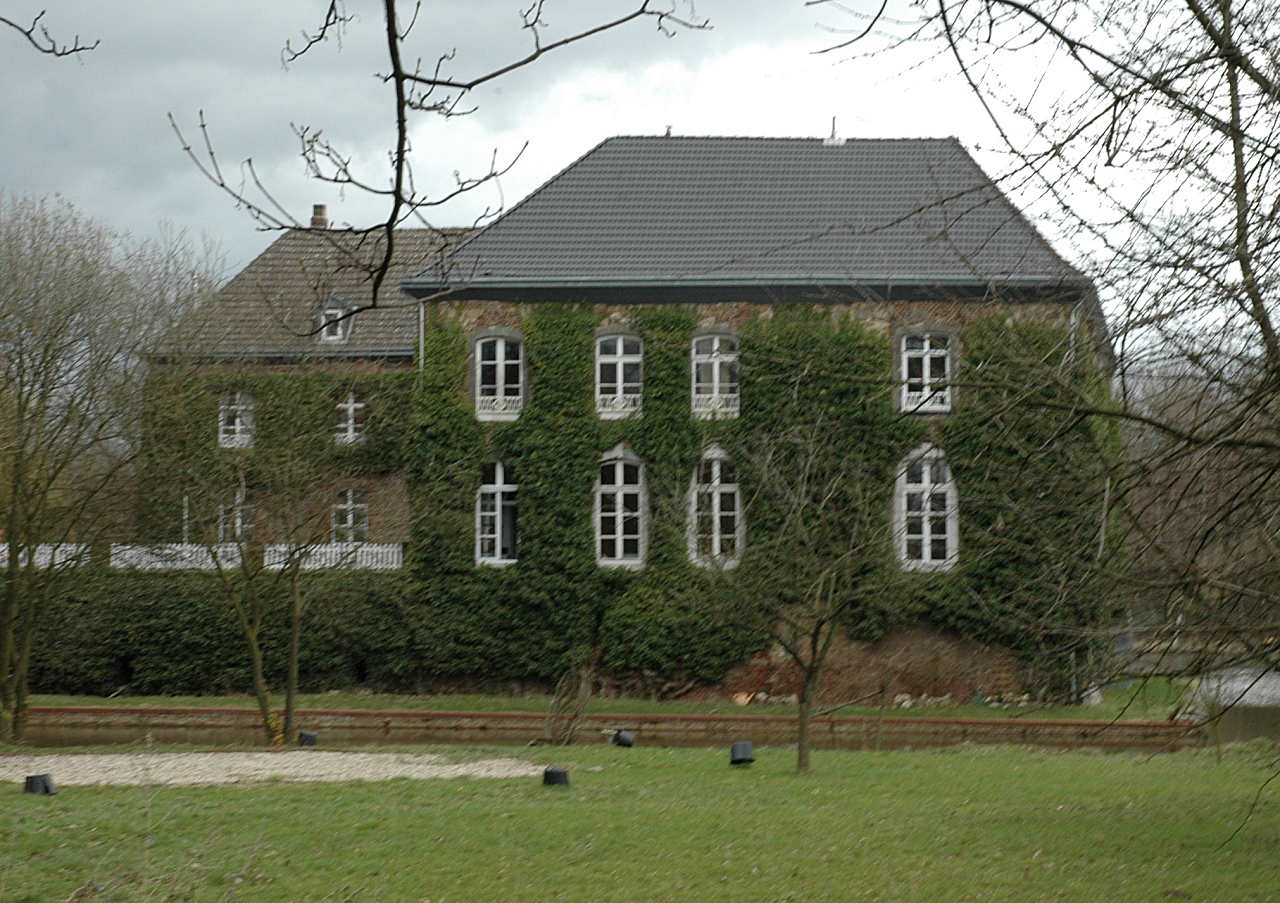
Castel Kinzweiler
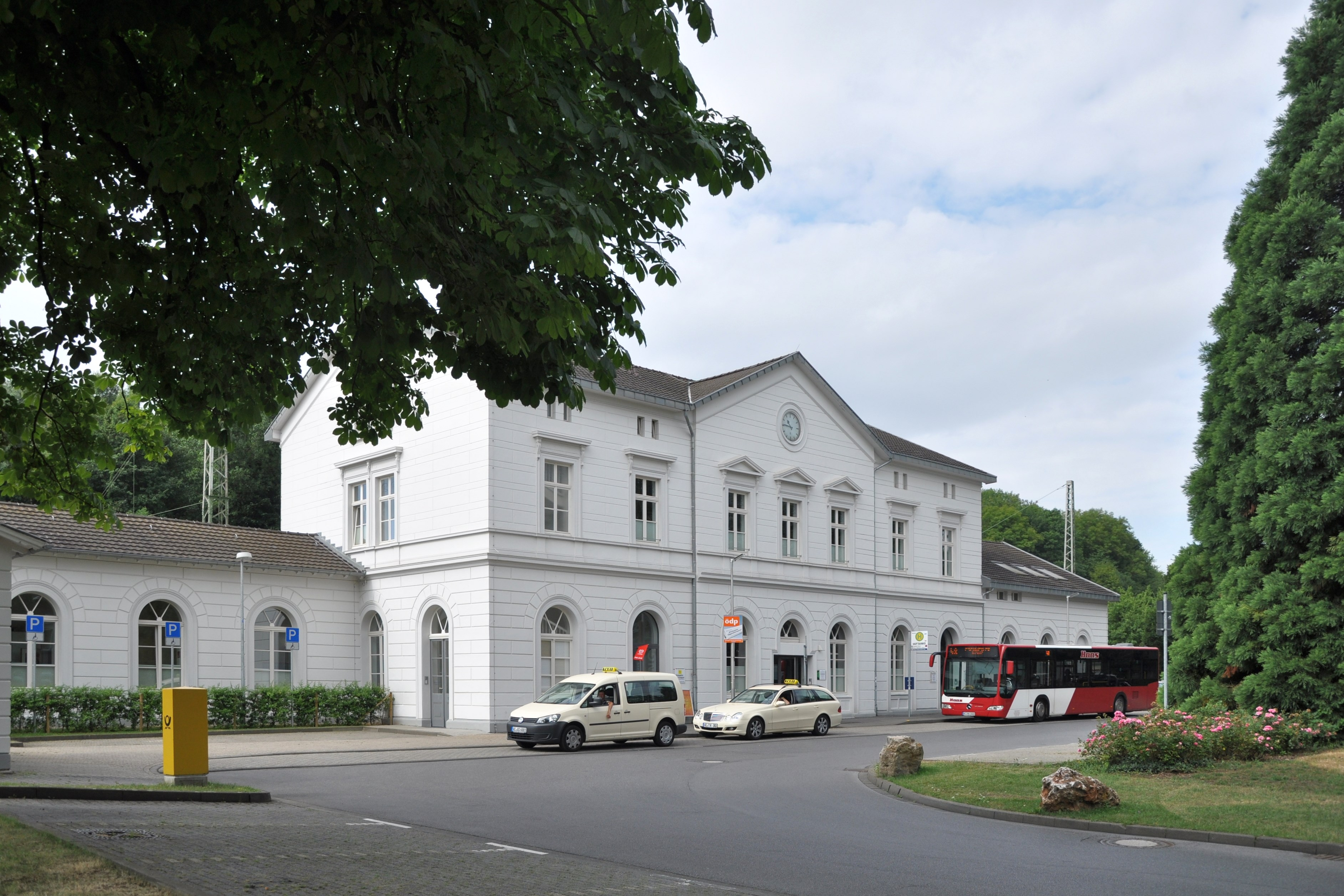
Eschweiler gară centrală
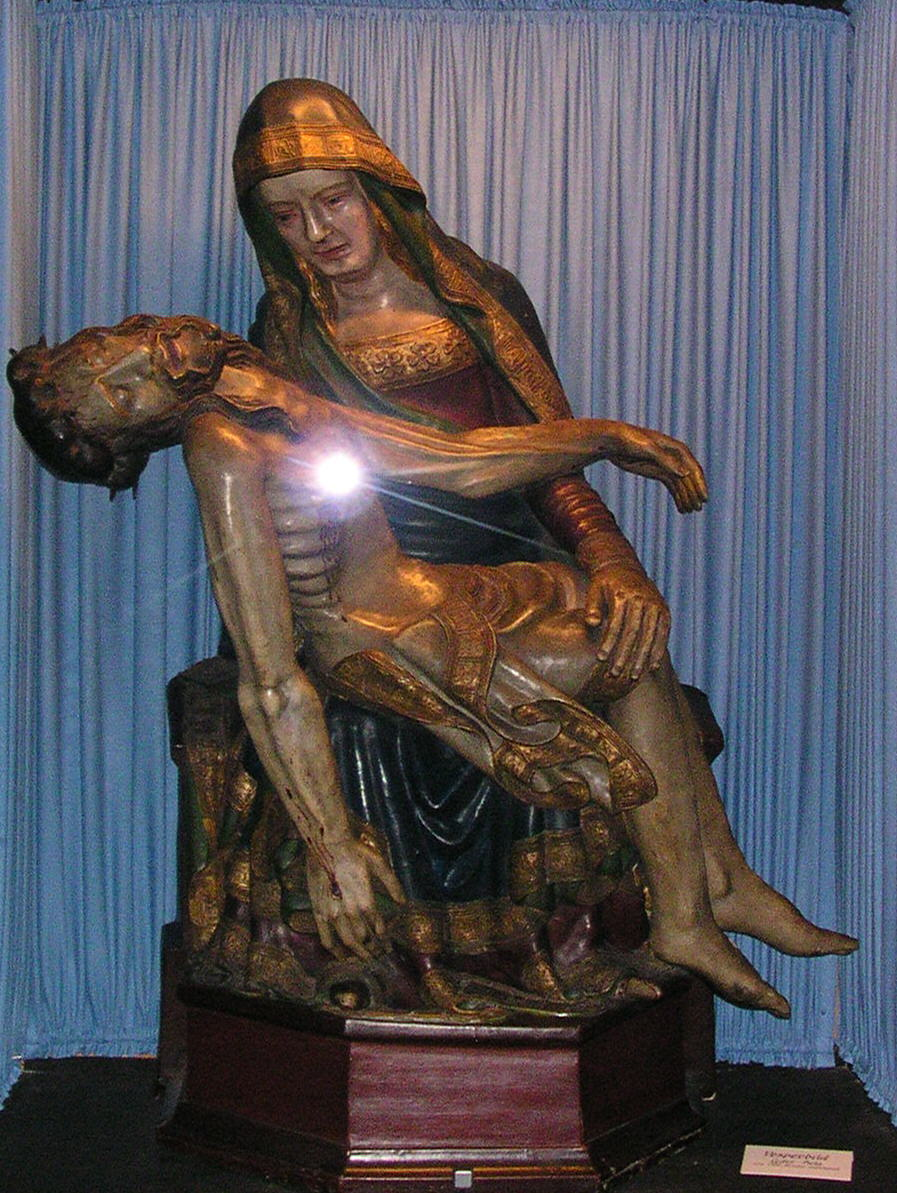
pietà de piele
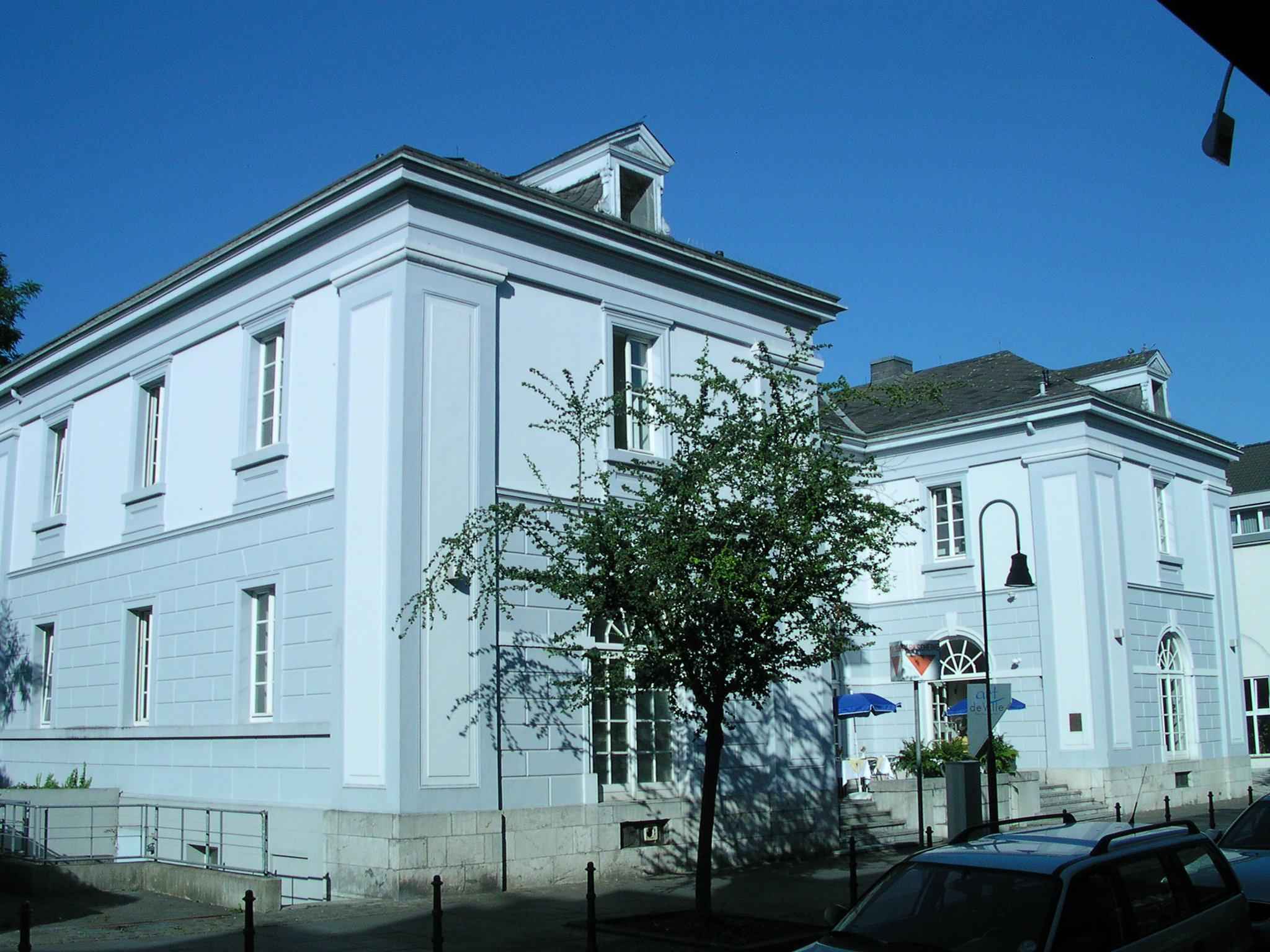
Veche Primărie
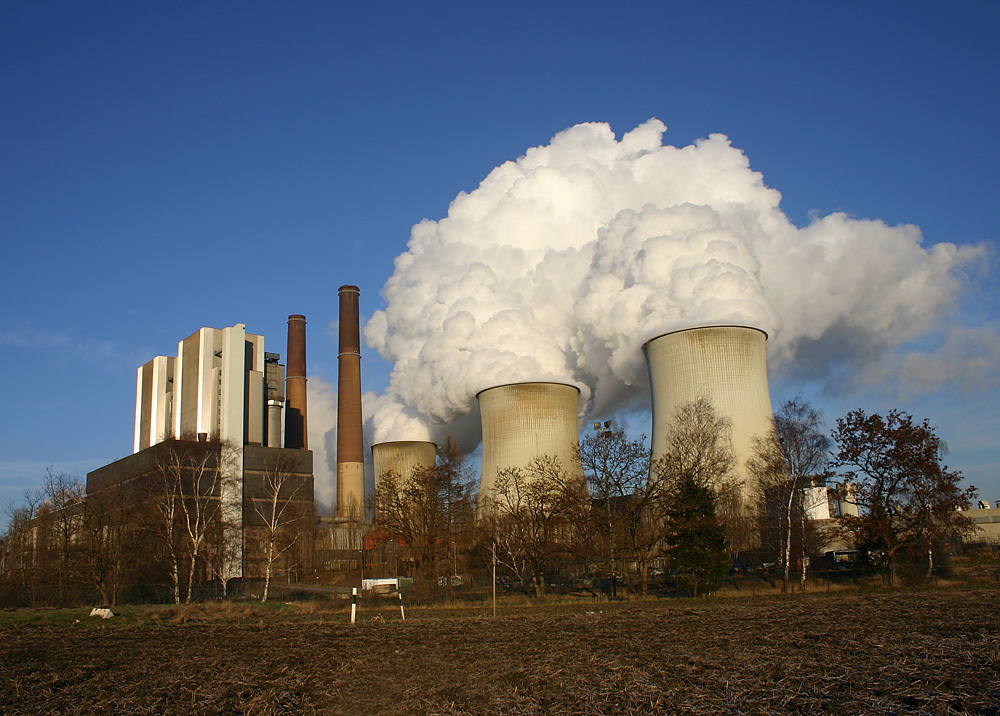
centrală electrică